# Neuromišićne bolesti
Neuromišićne bolesti heterogena grupa naslednih i stečenih oboljenja mišića, neuromišićne sinapse, perifernih nerava i motornih neurona, koja izazivaju smetnje u rasponu od npr. nemogućnosti podizanja nadlaktice do nesposobnosti da se oseti toplota na nekom predmetu. Zajedničke karakteristike svih neuromišićnih bolesti su širok dijapazon različitih kliničkih manifestacija, učestala zahvaćenost kardiovaskularnog, respiratornog i gastrointestinalnog sistema, upotreba velikog broja lekova od strane bolesnika i visok rizik od pojave perioperativnih komplikacija.
Dok se tip neuromišićnog oboljenja klinički lako dijagnostikuje, definisanje tačne bolesti je izuzetno komplikovano zbog preklapanja kliničke slike. Zato se dijagnostika oslanja na zahtevnije i savremenije dijagnostičke procedure.

## Opšte informacije
Neuromišićne bolesti predstavljaju heterogenu grupu oboljenja koju, pored simptoma od strane neuromišićnog sistema, karakteriše i zahvaćenost mnogih organskih sistema. Zbog toga je i sama klasifikacija neuromišićnih bolesti i danas predmet rasprava1 Najčešća podela bazirana je na mestu patološkog zbivanja:
- bolesti poremećenog sprovođenja na neuromišićnoj spojnici
- bolesti mišića i mišićne membrane
- periferne neuropatije
- bolesti centralnog nervnog sistema (CNS) sa neuromuskularnim manifestacijama
- bolesti deponovanja lipida/glikogena.

## Vrste neuromišićnih bolesti
Neuromišićne bolesti uključuju: neuropatije, bolesti neuromišićne spojnice, miopatije, bolesti motornog neurona. 

### Neuropatije
Neuropatije je jedan od najčešći poremećaji perifernog nervnog sistema, koje se karakterišu simptomima kao što su slabost, trnjenje i promene boje i teksture kože.
Stečene
- Metaboličke
- Toksične
- Autoimunske

Nasledne
- Charcot-Marie-Tooth-ova bolest
- Nasledna neuropatija sa sklonošću ka paralizama nakon pritiska (HNPP)
- Nasledne motorne neuropatije
- Nasledne senzitivne i autonomne neuropatije
- Neuropatije udružene sa centralnim manifestacijama
- Neuropatije udružene sa metaboličkim poremećajima

Kod naslednih neuropatija izrazita je genotipska heterogenost i često odsustvo korelacije genotipa i fenotipa: zato one zahtevaju detaljnu analizu fenotipa, pedigrea i elektrofiziološkog testa — jer kod naslednih neuropatija nije moguće samo na osnovu fenotipa odrediti tip bolesti već samo na osnovi finalne molekularno-genetičke dijagnostiku.

### Bolesti neuromišićne spojnice
Stečene, autoimunske
- Miastenija gravis − autoimuna bolest, kod koje dolazi do blokiranja prenosa signala sa živaca na mišiće, što onemogućava izvođenje mišićnih kontrakcija.[3]
- Lambert-Eaton-ov miastenični sindrom — je autoimunska bolest koja nastaje usled stvaranja autoantitela na voltažno-zavisne kalcijumske kanale lokalizovane na neuromišićnoj spojnici i sinapsama autonomnog nervnog sistema. U 60% slučajeva udružen je sa karcinomom pluća. Kliničkom slikom dominira mišićna slabost, koja je praćena i autonomnom disfunkcijom (oko 30% obolelih, najčešće pokazuju hemodinamsku nestabilnost). Ovi bolesnici su osetljiviji na nedepolarišuće i depolarišuće mišićne relaksante nego oboleli od mijastenije.

Nasledne
- Kongenitalni miastenični sindromi — je najčešće postsinaptički sindrom sa deficitom epsilon subjedinice acetilholinskog receptora (CHRNE 1267delG), karakterističan za pripadnike romske populacije (npr u Srbiji). Varijanta c.264C>A u genu RAPSN JE prisutna je kod oko 50% bolesnika poreklom iz Evrope.

### Miopatije
Miopatije su bolesti mišića, koje uzrokuju slabost, koja je obično najviše izražena u natkolenicama i nadlakticama. Uzroci mogu uključivati infekcije i trovanja. Mišićne distrofije su grupa naslednih, progresivnih mišićnih bolesti kod kojih se u patohistološkom uzorku mišića registruje nekroza mišičnog tkiva sa infiltracijom mišića vezivnim i masnim tkivom. Ove bolesti su posledica mutacija u različitim genima koji kodiraju proteine sarkoleme, jedra, bazalne membrane, ekstracelularnog matriksa, sarkomere i određene nestrukturne proteine sa enzimskom funkcijom 
Nasledne — mišićne distrofije
- Distrofinopatije (Dišenova i Bekerova mišićna distrofija) — recesivno se nasleđuju vezano za X hromozom i javljaju se u ranom detinjstvu. Odlikuje ih proksimalna mišićna slabost, teški oblici skolioze, kontrakture grudnog koša. Preko 70% pacijenata ima kardiomiopatiju, a česta je i insuficijentna hemostaza zbog deficita faktora koagulacije.
- Miotonična distrofija (tip 1 i 2) — je genetska neuromišićna bolest koju karakteriše klinička heterogenost. Najčešća je zahvaćenost skeletne muskulature, miotonija koja predstavlja odloženu relaksaciju nakon kontrakcije i slabost mišića. Ove promene su praćene disfagijom, abdominalnim bolom i konstipacijom. Česti su poremećaji srčanog ritma (atrijalna fibrilacija i flater), insulinska rezistencija i neuropsihijatrijski komorbiditeti.
- Facio-skapulo-humeralna mišićna distrofija
- Emery-Dreiffusova mišićna distrofija
- Udno-pojasne mišićne distrofije
- Očno-ždrelna mišićna distrofija
- Kongenitalne mišićne distrofije

Nasledne miopatije u užem smislu (npr. strukturne miopatije poput kongenitalnih miopatija)
- Mitohondrijske miopatije — su veoma retke bolesti koje karakterišu funkcionalne i strukturalne promene na mitohondrijama. Najviše su pogođena tkiva visoko zavisna od energije: mozak, srce, mišići, pa su i klinički simptomi u vidu simptoma centralnog nervnog sistema, gubitak sluha i vida, miopatije, poremećaji srčanog ritma i kardiomiopatije.
- Metaboličke miopatije
- Nasledne mišićne kanalopatije

Stečene
- Primarni miozitisi (Dermatomiozitis — Polimiozitis — Inclusion body miozitis) — su autoimunske bolesti koje zahvataju skeletnu muskulaturu, uzrokujući mišićnu slabost. Ekstramuskularne manifestacije uključuju poremećaje srčanog ritma, disfagiju usled zahvaćenosti mišića jezika, parezu glasnih žica i učestale

aspiracione pneumonije. 
- Nekrotizirajući miozitis
- Sekundarni miozitisi
- Endokrine miopatije
- Toksične miopatije

### Bolesti motornog neurona
- Amiotrofična lateralna skleroza (ALS) — nastaje usled progresivne degeneracije gornjeg i donjeg motoneurona, a koja uzrokuje mišićnu slabost, fascikulacije, atrofiju, hiperrefleksiju mišića i kvadriplegiju. Česti su bulbarni simptomi u vidu disfagija, dizartrija, aspiracione pneumonije i respiratorne insuficijencije. Respiratorna insuficijencija predstavlja najčešći uzrok smrti (75%). Često oboleli imaju i poremećaje srčanog ritma.[4]
- Spinalna mišićna atrofija (SMA)
- Kenedijeva bolest (SBMA)

## Dijagnoza
Dijagnostika neuromišidnih bolesti je izuzetno složena jer različite bolesti često imaju iste simptome. Nakon dobijanja anamnestičkih podataka, detaljnog neurološkog pregleda koji omogućava definisanje neurološkog deficita, bolesnik se, prema potrebi, upućuje na genetičko testiranje i/ili biopsiju (nerva i/ili mišića).
Najčešće korišćeni dijagnostički postupci su: laboratorijske analize (enzimske, biohemijske, imunološke itd), neurofiziološka (elektromioneurografija, ENMG), ultrazvučna i radiološka (RTG, CT, MR i dr.).

### Genetički testovi u dijagnostici neuromišićnih bolesti
Kada je identifikovan prvi gen 1986. godine, uzročnik nasledne neuromišićne bolesti (gen za distrofin u kome mutacije dovode do Dišenove i Bekerove mišićne distrofije), ostvaren je izuzetan napredak u rasvetljavanju genetičke osnove ove grupe bolesti. Prema podacima iz decembra 2013. godine:
- opisano je ukupno 685 monogenskih neuromišićnih fenotipova,
- identifikovano 360 gena, uzročnika i,
- mapirana 92 lokusa u kojima se nalaze nepoznati geni uzročnici.

Upoznavanje molekularno-genetičke osnove bolesti i napredak u tehnologijama za DNK analize doveli su do razvoja genetičkih testova koji danas omogućavaju dve vrste testiranja;
- Simptomatsko genetičko testiranje — postavljanje tačne dijagnoze bolesti.
- Prenatalno genetičko testiranje — prenatalno testiranje pacijenata iz porodica sa određenim genetičkim opterećenjem.

### Biopsije u dijagnostici neuromišićnih bolesti
Neuromišićne biopsije u specijalizovanim centrima rade edukovani neurohirurzi i ortopedi. Uzorak uzetog tkiva se, uz kompletnu propratnu medicinsku dokumentaciju, odmah dostavlja u patohistološku laboratoriju. 
Uz pismenu saglasnost pacijenta, jedan deo tkiva se priprema i šalje u biobanku za neuromišićne bolesti. Drugi deo tkiva se obrađuje rutinskim metodama prema svetskim standardima za histohemijsku, enzimohistohemijsku i elektronskomikroskopsku analizu. Patohistološki izveštaj, pored opisnognalaza, sadrži i reprezentativne fotografije.